# Invio

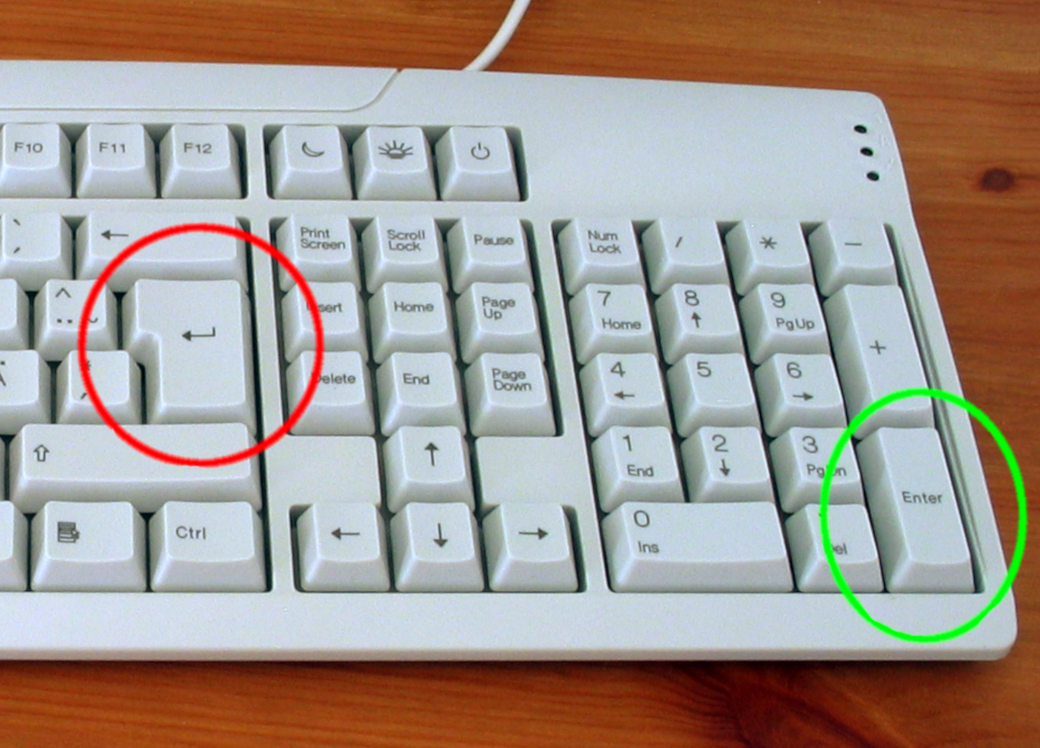
Una tastiera per computer. In una tastiera moderna solitamente si trovano due tasti invio.

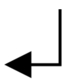
Pittogramma ISO/IEC 9995

Il tasto Invio ↵ Invio (nelle tastiere inglesi Return o Enter, in passato indicato raramente con immiss) è un tasto presente in quasi tutte le tastiere dei computer. La sua funzione dipende dal contesto in cui viene premuto: 
- in una interfaccia a riga di comando indica all'interprete dei comandi di eseguire i comandi inseriti nella riga corrente;
- in un editor di testo inserisce un codice di ritorno a capo
- nella finestra di un'applicazione esegue l'azione di default (generalmente coincidente con il pulsante grafico "OK" o "Conferma").

## Descrizione
Nelle tastiere per computer desktop vi sono generalmente 2 tasti "Invio", uno a destra delle lettere (a forma di L rovesciata) e l'altro a destra del tastierino numerico (a forma rettangolare). Il motivo di tale presenza è un retaggio delle prime tastiere dei primi personal computer nati per l'utilizzo professionale, in cui il tasto "Invio" del tastierino numerico era mappato con un codice differente rispetto a quello posizionato vicino alle lettere, così da indicare al sistema quale "Invio" l'utente avesse premuto. Per sottolineare questa differenza i due tasti riportavano anche diciture differenti: l'"Invio" del tastierino numerico era indicato con "Enter" ↵ Invio mentre l'altro era indicato con "Return" Return. Alcuni home computer degli anni ottanta avevano un solo tasto "Invio" e generalmente i costruttori adottavano arbitrariamente una dicitura o l'altra: ad esempio, il Commodore 64 usava  "Return" mentre il Sinclair ZX Spectrum "Enter".
Alcuni sistemi moderni fanno ancora distinzione fra "Enter" e "Return". Ad esempio i Macintosh hanno una tastiera che presenta entrambi i tasti: il primo è di solito usato per inviare un ritorno a capo mentre il secondo invia un carattere di fine linea.